# Proasellus meridianus
Proasellus meridianus és una espècie de crustaci isòpode pertanyent a la família dels asèl·lids.
En general, és d'aigua dolça i es troba a la zona de marees, a la vora de l'aigua i a una distància mitjana des del nivell mitjà del mar d'11 metres.
Es troba a Europa: les illes Britàniques (incloent-hi Escòcia), Portugal, l'Estat espanyol, França, Bèlgica, els Països Baixos, Dinamarca, Alemanya (introduït involuntàriament des de la dècada de 1930), Suïssa i Àustria.
És considerada una espècie invasiva a Alemanya.

## Subespècies
- Proasellus meridianus xavieri (Braga, 1956)